# Promachus jabalpurensis
Promachus jabalpurensis är en tvåvingeart som beskrevs av Joseph och Parui 1981. Promachus jabalpurensis ingår i släktet Promachus och familjen rovflugor. Inga underarter finns listade i Catalogue of Life.